# Sandsjön, Södermanland
Sandsjön är en sjö i Flens kommun i Södermanland och ingår i Norrströms huvudavrinningsområde.